# Spulerina castaneae
Spulerina castaneae là một loài bướm đêm thuộc họ Gracillariidae. Nó được tìm thấy ở Nhật Bản (Honshū) và vùng Viễn Đông Nga.
Sải cánh dài 8.5–9 mm.
Ấu trùng ăn Quercus và Castanea crenata. Chúng ăn cuốn lá nơi chúng làm tổ.